# Tomáš Walliant
Tomáš Walliant (* 21. srpna 1977 Městec Králové) je český spisovatel.

## Život a dílo
Do čtyř let vyrůstal v Pečkách u Poděbrad. Poté se přestěhoval se svou matkou do Kralup nad Vltavou, kde prožili těžké roky pod vlivem nevlastního otce.[zdroj?] V jeho dvanácti letech následovalo stěhování nazpět do Peček, kde poté vyrostl a vychodil základní školu.
Nastoupil na střední odborné učiliště v Kolíně, kde se vyučil zámečníkem. Po absolvování začal pracovat v nemocnici v Českém Brodě jako pomocný zdravotní personál na oddělení JIP a interna.
Ve věku 22 let bydlel rok v Plaňanech u Kolína, a současně dostal nabídku zaměstnání jako jeřábník věžových jeřábů u soukromé firmy. Tam pracuje dodnes.[kdy?] Své bydliště změnil ještě několikrát, než natrvalo zakotvil v Praze. Od svých sedmi let chtěl být spisovatelem, ale realizovat svůj cíl začal až v osmnácti. Celé dětství proseděl v knihovnách, anebo proležel doma u svazků románů.[zdroj?]
Vydal tři romány:
- Sextus Pompeius (dobrodružný román, 2008)
- Nikola Tesla & Albert Einstein na cestě časem (vědeckofantastický román, 2012)
- Roztřískat osud, aneb, Jak porozumět ženám, aneb, Revoluce v řešení mezilidských vztahů (psychologický román, 2014)